# Quận Jackson, Michigan
Quận Jackson một quận thuộc tiểu bang Michigan, Hoa Kỳ. Quận lỵ đóng ở Jackson6. Theo điều tra dân số năm 2000 của Cục điều tra dân số Hoa Kỳ năm 2000, quận có dân số 158.422 người. Quận này nằm trong khu vực thống kê đô thị Jackson.

## Địa lý
Theo Cục điều tra dân số Hoa Kỳ, quận có diện tích 1875 km2, trong đó có 44 km2 là diện tích mặt nước.

### Quận giáp ranh
- Quận Livingston (northeast)
- Quận Ingham (bắc)
- Quận Eaton (tây bắc)
- Quận Washtenaw (đông)
- Quận Calhoun (tây)
- Quận Lenawee (đông nam)
- Quận Hillsdale (tây nam)

## Thông tin nhân khẩu
Theo điều tra dân số 2 năm 2000, quận đã có dân số 158.422 người, 58.168 hộ gia đình, và 40.833 gia đình sống trong quận hạt. Mật độ dân số là 224 người trên một dặm vuông (87/km ²). Có 62.906 đơn vị nhà ở mật độ trung bình của 89/sq mi (34/km ²). Cơ cấu chủng tộc của quận có 88,54% người da trắng, 7,92% da đen hay Mỹ gốc Phi, 0,40% người Mỹ bản xứ, 0,53% châu Á, Thái Bình Dương 0,04%, 0,83% từ các chủng tộc khác, và 1,74% từ hai hoặc nhiều chủng tộc. 2,20% dân số là người Hispanic hay Latino thuộc một chủng tộc nào. 21,7% là gốc Đức, gốc Anh 12,8%, 11,5% gốc người Mỹ bản địa, gốc Ailen 9,9% và 8,1% gốc Ba Lan theo điều tra dân số năm 2000. 95,9% nói tiếng Anh và 2,1% số người nói tiếng Tây Ban Nha là ngôn ngữ đầu tiên của họ.
Có 58.168 hộ, trong đó 33,50% có trẻ em dưới 18 tuổi sống chung với họ, 53,80% là đôi vợ chồng sống với nhau, 12,00% có nữ hộ và không có chồng, và 29,80% là các gia đình không. 24,60% hộ gia đình đã được tạo ra từ các cá nhân và 9,60% có người sống một mình 65 tuổi hoặc lớn tuổi hơn là người. Cỡ hộ trung bình là 2,55 và cỡ gia đình trung bình là 3,03.
Trong quận, độ tuổi dân số được trải ra với 25,60% dưới độ tuổi 18, 8,10% 18-24, 30,40% 25-44, 23,00% từ 45 đến 64, và 12,90% từ 65 tuổi trở lên người. Độ tuổi trung bình là 37 năm. Đối với mỗi 100 nữ có 104,20 nam giới. Đối với mỗi 100 nữ 18 tuổi trở lên, đã có 103,70 nam giới.
Thu nhập trung bình cho một hộ gia đình trong quận đã được $ 43.171, và thu nhập trung bình cho một gia đình là $ 50.970. Phái nam có thu nhập trung bình 38.919 đô la Mỹ so với 26.448 USD của phái nữ. Thu nhập bình quân đầu người là 20.171 USD. Có 6,50% gia đình và 9,00% dân số sống dưới mức nghèo khổ, bao gồm 12,40% những người dưới 18 tuổi và 6,10% của những người 65 tuổi hoặc hơn. 